# Alexander Martin

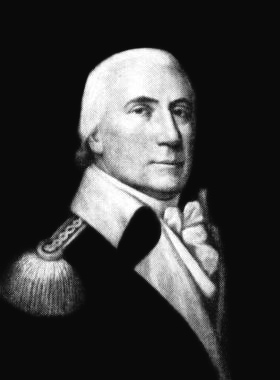
Alexander Martin

Alexander Martin, född 1740 i Hunterdon County, New Jersey, död 10 november 1807 i North Carolina, var en amerikansk politiker. Han var guvernör i North Carolina 1782–1785 och 1789–1792. Han representerade North Carolina i USA:s senat 1793–1799.
Martin utexaminerades 1756 från College of New Jersey (numera Princeton University). Han flyttade sedan till North Carolina och deltog som officer i amerikanska revolutionskriget. Han befordrades 1776 till överste.
Martin efterträdde 1782 Thomas Burke som guvernör. Guvernören valdes i North Carolina fram till 1836 av delstatens lagstiftande församling. Martin efterträddes 1785 av Richard Caswell.
Martin blev invald i kontinentala kongressen men han backade ur innan han hade hunnit tillträda i ämbetet. Han deltog i 1787 års konstitutionskonvent men lämnade konventet innan USA:s konstitution undertecknades. Han efterträdde 1789 Samuel Johnston som guvernör och efterträddes 1792 av Richard Dobbs Spaight.
Martin efterträdde 1793 Johnston som senator för North Carolina. Han var motståndare till George Washingtons regering. Han kandiderade till omval efter en mandatperiod i senaten men förlorade mot Jesse Franklin.